# Evros
Evros (ou ainda: Évros, Euros, Evrou; em grego: Έβρος) é uma unidade regional da Grécia, localizada na periferia da Macedônia Oriental e Trácia. Está situada no norte do país, na fronteira com a Turquia e a Bulgária. Sua capital é a cidade de Alexandrópolis.